# Desmotheca apiculata
Desmotheca apiculata är en bladmossart som beskrevs av Lindberg in Cardot 1897. Desmotheca apiculata ingår i släktet Desmotheca och familjen Orthotrichaceae. Inga underarter finns listade i Catalogue of Life.